# André Chazel
Pour les articles homonymes, voir Chazel.
André Chazel, né le 11 décembre 1933 à Saint-Just (Ardèche) et mort le 20 décembre 2023 à Goussonville (Yvelines),, est un acteur français.

## Filmographie partielle

### Cinéma
André Chazel débute au cinéma en 1956 dans la traversée de Paris (dans le rôle de Dédé)
- 1959 : Les Mordus de René Jolivet
- 1971 : Je suis une nymphomane de Max Pécas
- 1973 : Les Volets clos de Jean-Claude Brialy
- 1973 : L'Oiseau rare de Jean-Claude Brialy
- 1976 : Bel-Ami, l'Emprise des caresses de Mac Ahlberg : Charles Forrestier
- 1977 : Le Point de mire de Jean-Claude Tramont : le colonel français
- 1980 : Le Coup du parapluie de Gérard Oury
- 1983 : Baisers exotiques de Jean Luret : Nicolas Ravel
- 1988 : L'Étudiante de Claude Pinoteau
- 1999 : Tout baigne ! d'Éric Civanyan : André
- 2006 : Demandez la permission aux enfants d'Éric Civanyan : le père de François-Xavier

### Télévision
- 1963 : Janique aimée de Jean-Pierre Desagnat : docteur Pierre Laurent
- 1964 : L'Abonné de la ligne U de Yannick Andreï
- 1972 : Les Rois maudits de Claude Barma : Gérard de Alspaye
- 1973 : Les Mohicans de Paris de Gilles Grangier : Delequine
- 1976 : Les Enquêtes du commissaire Maigret, épisode Les Scrupules de Maigret de Jean-Louis Muller (série télévisée) : M. Harris
- 1990 : Moi, général de Gaulle de Denys Granier-Deferre : Weygand
- 2007 : Hubert et le Chien de Laurence Katrian : le docteur Goherec